# Leichtathletik-Europameisterschaften 1974/Stabhochsprung der Männer

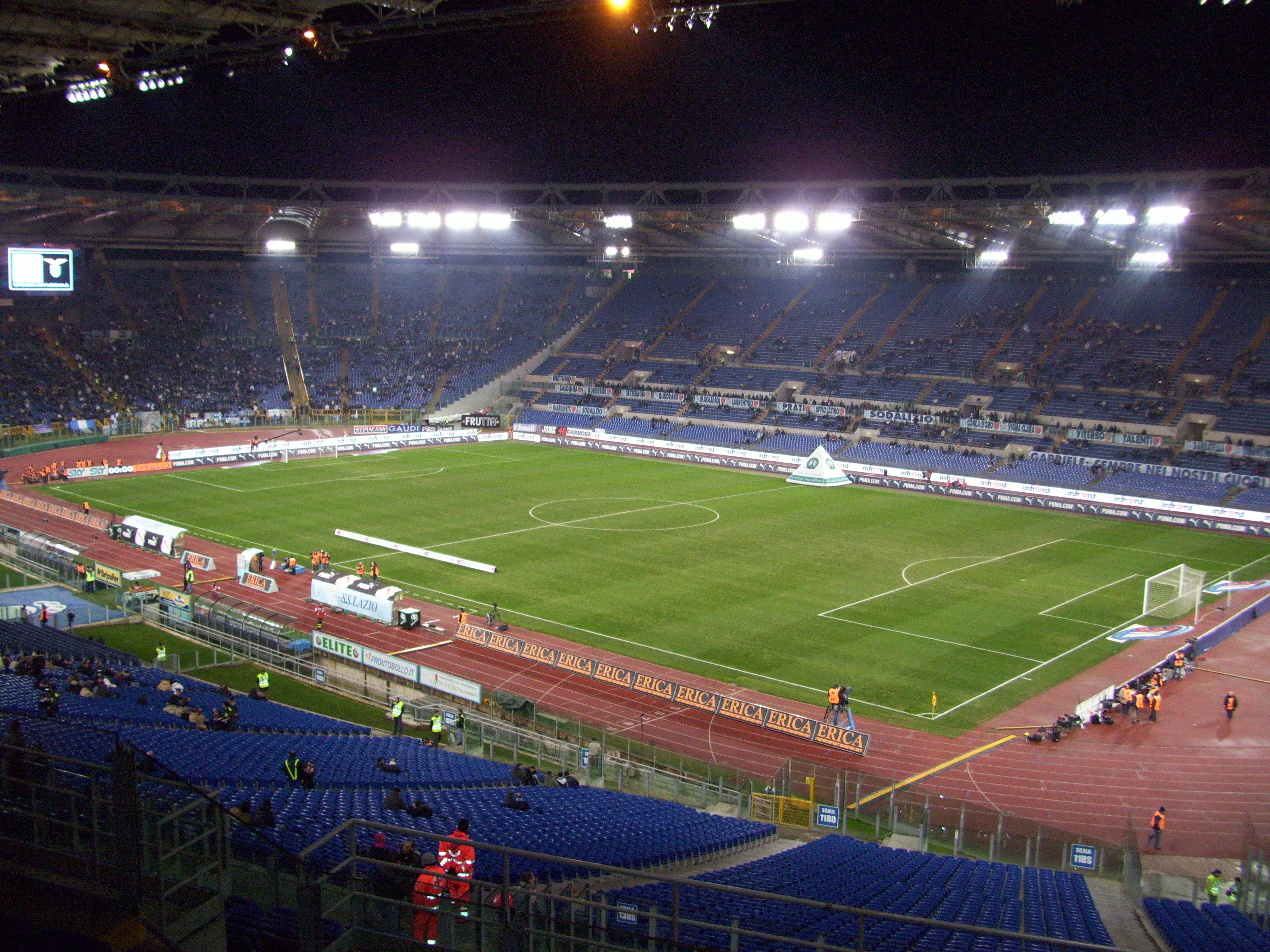
Das Olympiastadion von Rom im Jahr 2009

Der Stabhochsprung der Männer bei den Leichtathletik-Europameisterschaften 1974 wurde am 6. September 1974 im Olympiastadion von Rom ausgetragen.
Mit Gold und Bronze gab es im Stabhochsprung zwei Medaillen für die UdSSR. Europameister wurde Wladimir Kischkun. Er gewann vor dem Polen Władysław Kozakiewicz. Bronze ging an Juri Issakow.

## Rekorde

### Bestehende Rekorde
| Weltrekord           | 5,63 m | Bob Seagren      | Eugene, USA              | 2. Juli 1972    |
| Europarekord         | 5,55 m | Kjell Isaksson   | Helsingborg, Schweden    | 12. Juni 1972   |
| Meisterschaftsrekord | 5,35 m | Wolfgang Nordwig | EM in Helsinki, Finnland | 13. August 1971 |

### Rekordegalisierungen
Der sowjetische Europameister Wladimir Kischkun und der polnische Vizeeuropameister Władysław Kozakiewicz egalisierten den bestehenden EM-Rekord von 5,35 m im Wettkampf am 6. September.

## Qualifikation
Da es nur fünfzehn Teilnehmer gab, entfiel die für den 3. September (15 Uhr) vorgesehene Qualifikation, alle Stabhochspringer traten am 6. September gemeinsam zum Finale an.

## Legende
Kurze Übersicht zur Bedeutung der Symbolik – so üblicherweise auch in sonstigen Veröffentlichungen verwendet:
| CR  | Championshiprekord    |
| e   | egalisiert            |
| NM  | keine Höhe (no mark)  |
| ogV | ohne gültigen Versuch |

## Finale

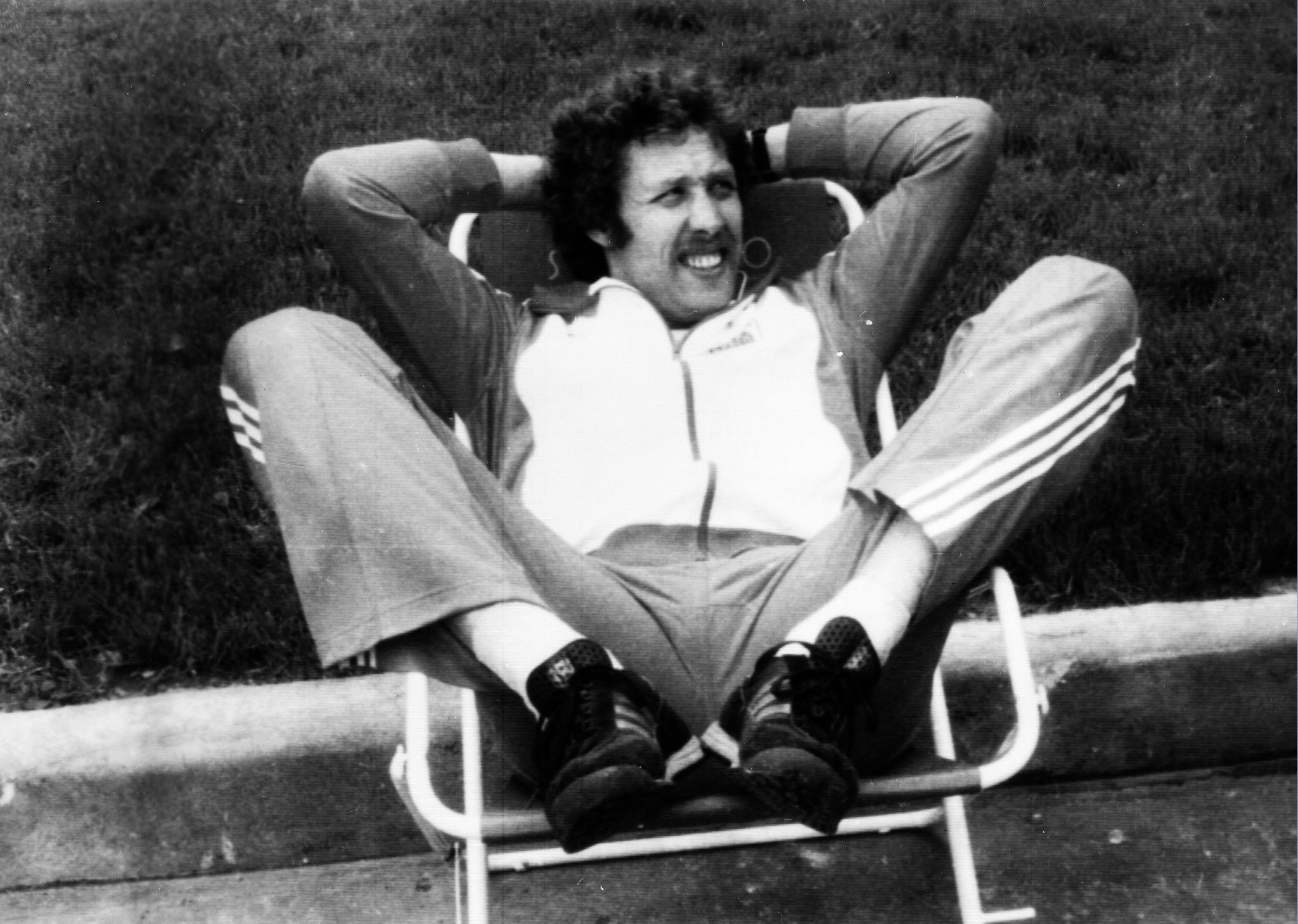
Vizeeuropameister Władysław Kozakiewicz – 1980 wurde er Olympiasieger und emigrierte 1985 in die Bundesrepublik Deutschland
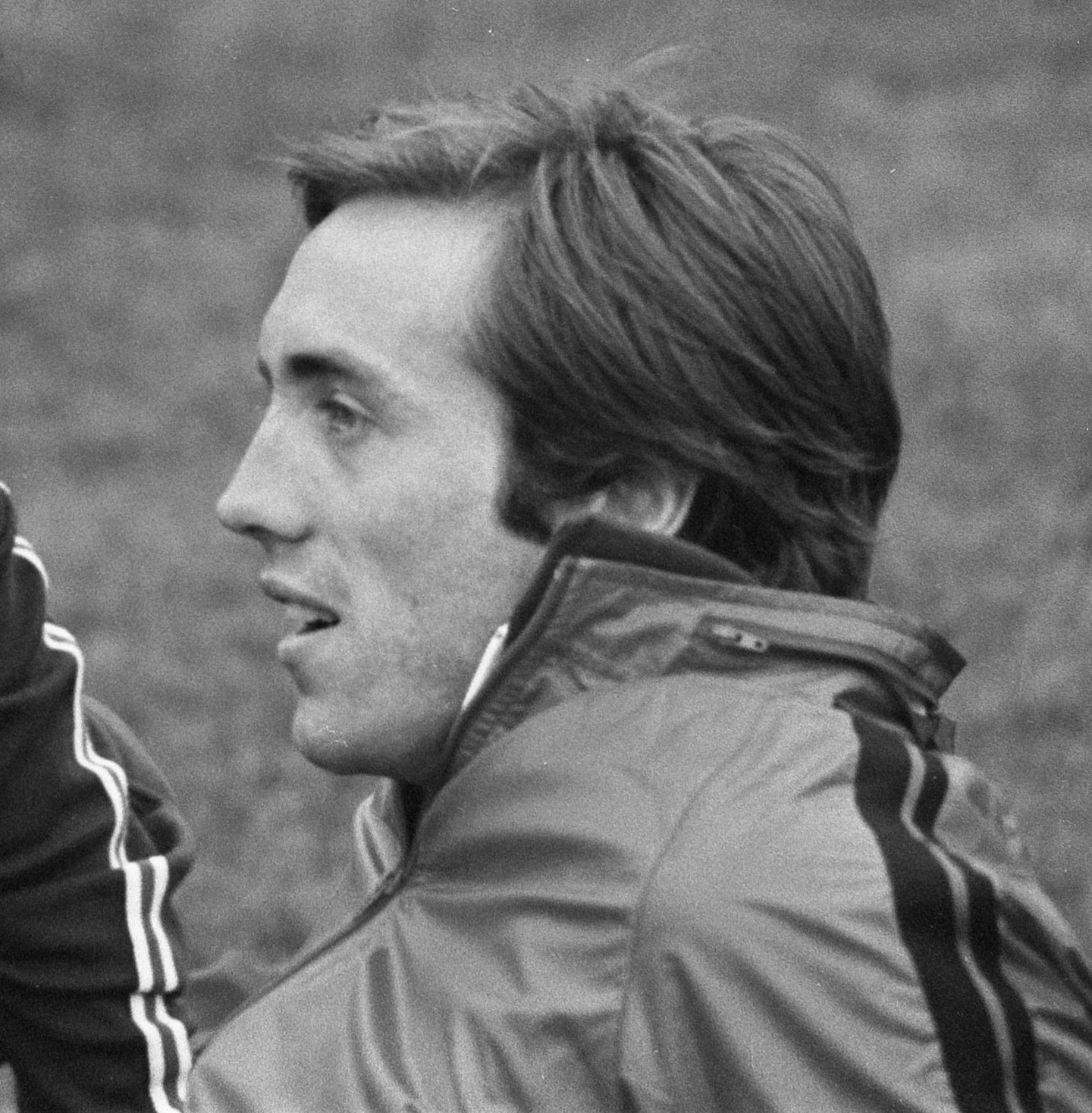
Wojciech Buciarski erreichte Platz vier – bei den Europameisterschaften 1971 war er in der Qualifikation ausgeschieden

6. September 1974
| Platz | Name                  | Nation         | Resultat (m) |
| 1     | Wladimir Kischkun     | Sowjetunion    | 5,35 CRe     |
| 2     | Władysław Kozakiewicz | Polen          | 5,35 CRe     |
| 3     | Juri Issakow          | Sowjetunion    | 5,30         |
| 4     | Wojciech Buciarski    | Polen          | 5,30         |
| 4     | Antti Kalliomäki      | Finnland       | 5,30         |
| 6     | Kjell Isaksson        | Schweden       | 5,30         |
| 7     | Jānis Lauris          | Sowjetunion    | 5,20         |
| 7     | Tadeusz Ślusarski     | Polen          | 5,20         |
| 9     | Patrick Abada         | Frankreich     | 5,10         |
| 10    | Brian Hooper          | Großbritannien | 5,10         |
| 11    | François Tracanelli   | Frankreich     | 5,00         |
| 12    | Heinz Busche          | BR Deutschland | 5,00         |
| 13    | Theodoros Tongas      | Griechenland   | 4,80         |
| 14    | Silvio Fraquelli      | Italien        | 4,80         |
| NM    | Mike Bull             | Großbritannien | ogV          |